# Виттенбург, Павел Владимирович
Павел Владимирович Виттенбург (9 февраля 1884, Владивосток — 29 января 1968, Ленинград) — российский и советский учёный географ, геолог, арктический исследователь, профессор, почётный полярник.

## Семья
Отец Павла Владимировича Вольдемар-Карл фон Виттенбург происходит из остзейских немцев, он родился в 1840 году в г. Вольмаре. Воспитывался в частном учебном заведении и окончил в Риге телеграфную школу, после которой был направлен служить в Польшу, где вскоре стал  заведовать телеграфной станцией в Лодзи и получил первый чин — коллежского регистратора.
Приняв участие в Польском восстании 1862—1863 годов,  Вольдемар-Карл был сослан в Сибирь с лишением дворянства, а затем остался там на поселении.
В 1870 году он получил назначение в Благовещенск начальником телеграфного отделения. Туда к нему приехала невеста Мария Тыдельская. Она родилась в 1848 году во Влоцлавеке, в семье польского пастора евангелического вероисповедания Джона Тыдельского и его жены-англичанки, урождённой Черч. У Марии был брат,  Вильгельм-Адольф, выпускник Горного института в Петербурге, горный инженер в Туле. В Сибири Вольдемар-Карл (Владимир Иванович) и Мария Ивановна обвенчались.
За добросовестную службу Владимир Иванович был отмечен орденом Св. Станислава 3-й степени и чином коллежского секретаря за поездку на Амур. В 1877 году его перевели на должность телеграфиста в небольшое селение Владивосток, в 1880 году получившее статус города.
Там 28 января (9 февраля) 1884 года родился сын Павел, который был восьмым и предпоследним ребёнком в семье, где кроме него было ещё три мальчика и пять девочек.  В том же году, 18 апреля, Владимир Иванович Виттенбург  принял участие в основании первого на Дальнем Востоке научно-просветительного  Общества изучения Амурского края, успешно действующего до наших дней.
Однако в том же году Владимира Ивановича отстранили от должности за растрату казенных денег, происшедшую при строительстве телеграфной линии Благовещенск—Шанхай, которое он должен был контролировать. Десятник оказался нечист на руку, а обвинение пало на Владимира Ивановича. Лишь в Петербурге можно было доказать свою невиновность, но он не имел права выехать из Сибири.
Осенью 1885 года беременная Мария Ивановна выехала санным путём в Петербург хлопотать за мужа. В дороге у неё родился сын Александр. Проведя в пути два месяца,  Мария Ивановна вернулась домой с высочайшим помилованием (при обязательстве компенсировать растрату в размере 1080 рублей) и со здоровым сыном. Владимиру Ивановичу вернули должность в почтово-телеграфном ведомстве.

## Биография

### Ранние годы
Павел Владимирович был крещён пастором Августом Румпетером — евангелическо-лютеранским дивизионным проповедником Амурской и Приморской областей — в возрасте двух лет. Восприемниками от купели были сестра Елена (Эля) и доктор медицины Людвиг Бирк.
В детстве младшие дети в основном были предоставлены самим себе. Они жили на окраине города, на Косой улице, куда однажды забрёл медвежонок. Дети поймали его и продали в зоопарк в Шанхае, купив на вырученные 10 рублей ружьё, с которым ходили в лес охотиться на мелких зверьков вроде бурундуков. Французский натуралист Бонхов, собиравший материал для Парижской международной выставки 1900 года, научил детей препарировать добычу и таким образом они помогли в создании небольшой коллекции фауны Уссурийского края.

### Обучение
В 1892 году Павел Виттенбург поступил в гимназию.
Примерно в это время Мария Ивановна смогла приобрести доходный дом, доход от которого поддерживал бюджет семьи и в дальнейшем помог её сыновьям получить высшее образование. Тем более, что Владимир Иванович заболел туберкулезом легких и в марте 1895 года скончался. В мае того же года Мария Ивановна получила право на жительство во всех городах и селениях Российской империи.
Поскольку Павел «старанием и поведением не отличался, из третьего класса был исключен «за нерадение к наукам», как было сказано в кондуите». В то время другой мужской гимназии во Владивостоке не было, и Мария Ивановна решила отправить Павла к своей замужней дочери Елене Делакроа, которая была замужем за телеграфистом Датской телеграфной компании Гвидо-Эрнестом Шуманом-Делакроа, служившим в Либаве. Регулярное сообщение с Россией поддерживалось судами Добровольного флота, курсировавшими между Владивостоком и Одессой. На пароходе «Киев» в сопровождении старшей сестры Каролины в конце весны 1899 года пятнадцатилетнего Павла  отправили в Одессу, затем по железной дороге до Либавы, где он поступил во 2-й класс реального училища. 50-дневное путешествие изменило его: в нём проявилась тяга к географии и исследованиям. Поэтому в реальном училище преподаватели характеризовали его уже только положительно. В возрасте семнадцати лет он уже зарабатывал на жизнь частными уроками и репетиторством, поэтому съехал от сестры в комнату с пансионом. Он увлёкся фотоделом, собственноручно собрал фотоаппарат, изготавливал полки для книг и  письменный стол с пристроенной самодельной столешницей.  Он также освоил фигурное катание и велосипед. Чтобы правильно обращаться с ним и суметь его починить, он поступил учеником в велосипедную мастерскую. В старших классах Павел начал преподавать в воскресной школе для заводских рабочих, и здесь он  составил первый в своей жизни учебник — учебник арифметики для своих учащихся.
В 1905 году с отличием закончил реальное училище и по баллам был принят в Рижский политехнический институт, однако там в ходе революции были забастовки, что вынудило его выбирать другой вуз. Так он поступил в Тюбингенский университет (Германия), сразу выбрав научную карьеру, для чего надо было сдать 125 экзаменов по теме диссертации, чтобы стать кандидатом, а затем опубликовать диссертацию в одном из научных журналов на любом из европейских языков. Выбор предметов был за студентом, Павел выбрал геологию как главный предмет, а химию и ботанику как дополнительные.«Будучи еще студентом-кандидатом, я был премирован Тюбингенским университетом поездкой с научной целью во внеевропейскую страну, — вспоминал Павел Владимирович. —  Я выбрал Дальний Восток, место моей родины, залив Петра Великого. Собранный геологический материал послужил второй темой для докторской диссертации».
Чтобы проводить самостоятельные научные исследования на Дальнем Востоке, Павел нашёл поддержку у директора Геологического комитета академика Ф.Н. Чернышёва для экспедиции по сбору палеонтологического материала и знакомства с триасовой системой полуострова Муравьева-Амурского и острова Русского. Итогом этой работы на небольшом судне, предоставленном заведующим охраной рыбных промыслов К.Н. Бражниковым, стал  прочитанный 16 августа 1908 года доклад в Обществе изучения Амурского края во Владивостоке. В Тюбингене на этих материалах была подготовлена докторская диссертация, вышедшая отдельным изданием в Штутгарте на немецком языке под названием «Геологический очерк восточно-азиатского берега залива Петра Великого» и опубликованная в русском переводе в русском переводе в виде статьи в 30-м томе «Известий Геологического комитета» (с. 421—478) за 1911 год.  Виттенбург окончил университет 6 февраля 1909 года.  Получил диплом доктора естественных наук.
Вернувшись в Россию, молодой учёный начал работать в Геолкоме (Санкт-Петербург) на должности сверхштатного коллектора. В апреле 1909 года он избран действительным членом Минералогического общества и получил поручение дирекции составить на русском и немецком языках указатель статей по геологии за 1895—1909 годы во второй серии «Записок» Минералогического общества и «Материалов по геологии России». Эта работа дала Павлу Владимировичу знание специальной литературы.
8 января 1910 года женился на студентке 3-го курса Женского медицинского института Зинаиде Ивановне Разумихиной.

### Карьера учёного и преподавателя
В 1911 году за работу «Геологический очерк полуострова Муравьёва-Амурского» награждён премией имени Ф. Ф. Буссе, что было большой честью для молодого учёного.
В 1912 году был избран на штатную должность в Геологический институт Академии наук. В апреле присуждена степень магистра минералогии и геогнозии в Юрьевском университете.
В 1918 году организовал Трудовую школу в поселке Ольгино.
В 1919 году возглавил Лахтинскую экскурсионную станцию и «Музей природы северного побережья Невской губы» в бывшей графской усадьбе Стенбок-Ферморов в Лахте. Начал преподавание на Высших географических курсах, впоследствии переросших в Географический институт. Получил профессорское звание.
В 1919 году кратковременно арестовывался военным комиссаром Сестрорецкого района, затем — ЧК.
В марте 1921 года снова был арестован в связи с Кронштадтским восстанием, но быстро освобождён.
В 1920-е годы Павел Владимирович активно участвовал в геологических исследованиях на Кольском полуострове, Новой Земле, в Уссурийском крае.
В январе 1925 года Виттенбурга избрали проректором Географического института по учебной части.
В 1926 году Павел Владимирович выезжает в командировки в Норвегию, Швецию, Германию, принимает участие во 2-м Всесоюзном геологическом съезде (Киев).
16 февраля 1928 года участвовал в заседании Комиссии по изучению Четвертичного времени при АН СССР

### Арест и осуждение
Арестован 15 апреля 1930 года по сфабрикованному «делу историков АН». До февраля 1931 года был под следствием, приговорён к расстрелу по ст. 58-11 (организационная деятельность по подготовке контрреволюционных преступлений) с заменой 10 годами лагерей и конфискацией имущества.
С мая 1931 года работал на лесоповале в районе Майгубы (строительство Беломорско-Балтийского канала). Семья в это время была выселена из дома в Ольгино, на улице Полевой, 5,  в связи с его конфискацией. Старшую дочь исключили из Горного института.
С осени 1931 года Павла Владимировича направили работать по специальности рудничным геологом на остров Вайгач, затем начальником геологической части и старшим геологом Вайгачской экспедиции ОГПУ.
В 1932 году к нему впервые приезжает на свидание семья.
Летом 1933 года Павел Владимирович возглавляет геологические изыскания на Югорском полуострове, где открывает крупнейшее в СССР месторождение флюорита в районе Амдермы, позволившее стране отказаться от импорта этого ценного минерала для оборонной промышленности. В сентябре 1933 года начинается промышленное освоение месторождения.
Летом 1934 года к Виттенбургу приезжают жена и 12-летняя дочь Евгения. Девочка продолжает учиться в местной школе, жена получает место врача в экспедиции.
Зимой 1934–1935 года Павел Владимирович часто посещает Амдерму, руководит геологоразведкой на Карском побережье Югорского полуострова. Вместе с экспедицией перебазируется в Амдерму.
12 июля 1935 года принято постановление об освобождении Виттенбурга по отбытии срока (с «полярным зачётом»).

### Продолжение изысканий и научной работы
В 1936 году по ходатайству президента АН  с Виттенбурга сняли судимость и предложили возглавить геологическую экспедицию на Северную Землю. До 1938 года он возглавляет Таймырскую экспедицию.
С 1 января 1939 года по 4 февраля  1940-го Павел Владимирович — старший геолог Арктического института.
5 апреля 1940 года он снова отправляется на о. Вайгач как старший геолог Северного горно-геологического управления (СГГУ). После начала Великой Отечественной войны экспедиция 17 октября 1941 года эвакуируется в Архангельск в связи с появлением в районе немецких подводных лодок. Семья Виттенбургов эвакуируется в Архангельск из блокадного Ленинграда.
В начале июля 1942 года — дальнейшая эвакуация в тыл, в Сыктывкар, где Павел Владимирович начал преподавать на геологическом факультете Карело-Финского университета, эвакуированного туда же. Участвует в изысканиях в Ухте и Воркуте, в 1944 году — в Вангырской экспедиции на Полярный Урал.
В 1945 году Виттенбурга переводят в Арктический институт, а в последней декаде января 1946 года семья возвращается в Ленинград. За книгу «Рудные месторождения острова Вайгач и Амдермы» Павлу Владимировичу присуждают учёную степень доктора геолого-минералогических наук.
С 1 января 1947 года Павел Владимирович переходит на работу в созданное в 1945 году специализированное Высшее арктическое морское училище (ВАМУ). Был одним из учителей полярного исследователя Таймыра Владилена Троицкого. Именно Виттенбург сподвигнул Троицкого заняться историей исследования Таймыра и написать впоследствии биографию Харитона Лаптева.
15 марта 1950 года Виттенбурга уволили из ВАМУ в связи с Ленинградским делом.
С 1 июля 1950 года до 1 июня 1951-го он работал в Дальневосточной Аэрогеологической экспедиции, откуда вышел на пенсию.

### Последние годы
В 1954 году его пригласили работать консультантом по составлению карты четвертичных отложений азиатской части СССР.
После реабилитации в 1957 году П.В. Виттенбург активно участвовал в деятельности Географического общества. Он получил участок земли в Зеленогорске на Моховой ул., д.16, где успел построить дом.
П.В. Виттенбург скончался 29 января 1968 года в Ленинграде. Похоронен на Зеленогорском кладбище.

## Память
В честь П. В. Виттенбурга названы:
- мыс Виттенбурга (Баренцево море, Земля Франца-Иосифа, остров Ли-Смита, название присвоено до 1932 г.)[10];
- хребет Виттенбурга (Баренцево море, архипелаг Шпицберген, 78°30′ с.ш., 13° в.д., название присвоено в 1913 году норвежской экспедицией)[10].
- Школа 440 в г. Санкт-Петербург носит его имя

## Экспедиции
- 1912 — уссурийская экспедиция и геологическое исследование полуострова Муравьева-Амурского,
- 1913 — участие в экспедиции на Шпицберген,
- 1914 — командировка в Терскую область,
- 1917 — экспедиции на Дальнем Востоке,
- 1918 — экспедиция на Сев. Мурман, начальник партии;
- 1920 — Лапландская экспедиция на север Мурмана;
- 1921 — продолжение исследования берегов Кольского и Каниного полуостровов, Новой Земли;
- 1923 — командировка в Уссурийский край;
- 1927 — командировка в Якутию;
- 1931—1935 — экспедиция на о. Вайгач и в Амдерме;
- 1936—1938 — Таймырская экспедиция;
- 1940—1941 — Вторая Вайгачская экспедиция;
- 1942 — командировки в Ухту и Воркуту;
- 1944 — Вангырская экспедиция на Полярный Урал.

## Семья
Супруга  — Зинаида Ивановна Разумихина, врач (скончалась 6 декабря 1962 года). Дочери Вероника (1912), Валентина (1913) и Евгения (1922).

## Сочинения
- Виттенбург П. В. Якутская экспедиция Академии наук Архивная копия от 9 июля 2019 на Wayback Machine. — Л.: Изд-во Акад. наук СССР, 1925. — 157 c. (Материалы по изучению Якутской АССР).